# Matteo Orlando
Matteo Orlando (Carini, 10 febbraio 1610 – 13 novembre 1695) è stato un vescovo cattolico italiano.

## Biografia

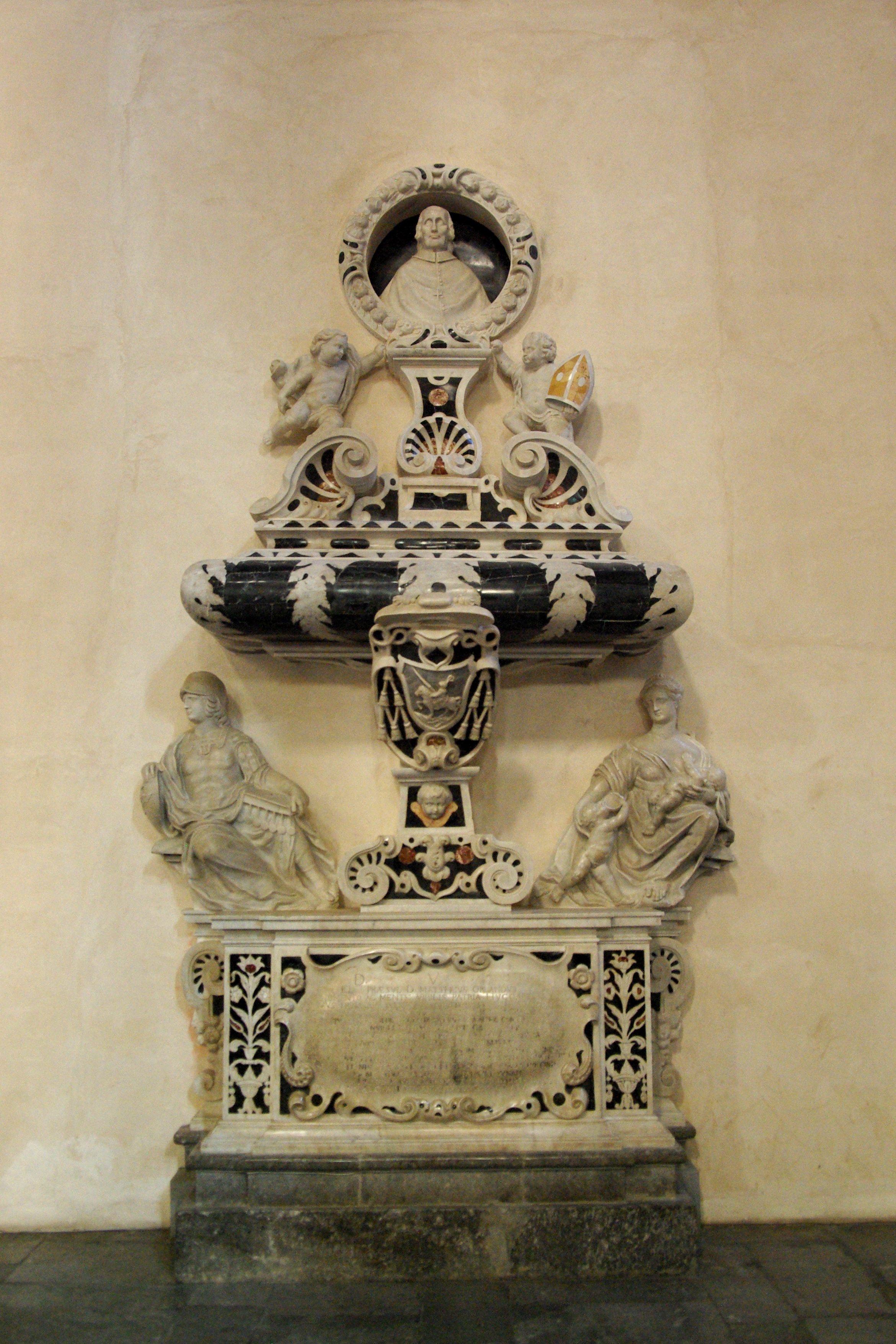
Monumento funerario di Matteo Orlando nella cattedrale di Cefalù

Nacque a Carini, allora nella diocesi di Mazara del Vallo, il 10 febbraio 1610.
Il 20 ottobre 1628 prese i voti ed entrò nell'ordine dei carmelitani di cui divenne ministro generale nel 1666.
Presentato il 29 aprile 1674 da re Carlo III, nella sua qualità di re di Sicilia, il 25 giugno seguente fu nominato vescovo di Cefalù da papa Clemente X. Ricevette l'ordinazione episcopale a Roma il 1º luglio da Camillo Massimo, cardinale presbitero di Sant'Anastasia, co-consacranti Giacomo de Angelis, vicegerente della diocesi di Roma, e Francesco de' Marini, già vescovo di Molfetta.
Nel 1693 indisse un sinodo diocesano.
Morì il 13 novembre 1694 ed è sepolto nella cattedrale di Cefalù.

## Genealogia episcopale
La genealogia episcopale è:
- Cardinale Guillaume d'Estouteville, O.S.B.Clun.
- Papa Sisto IV
- Papa Giulio II
- Cardinale Raffaele Riario
- Papa Leone X
- Papa Clemente VII
- Cardinale Antonio Sanseverino, O.S.Io.Hieros.
- Cardinale Giovanni Michele Saraceni
- Papa Pio V
- Cardinale Innico d'Avalos d'Aragona, O.S.Iacobi
- Cardinale Scipione Gonzaga
- Patriarca Fabio Biondi
- Papa Urbano VIII
- Cardinale Cosimo de Torres
- Cardinale Francesco Maria Brancaccio
- Vescovo Miguel Juan Balaguer Camarasa, O.S.Io.Hieros.
- Papa Alessandro VII
- Cardinale Camillo Massimo
- Vescovo Matteo Orlando, O.Carm.